# Усть-Таркский район
Усть-Та́ркский райо́н — административно-территориальная единица (район) и муниципальное образование (муниципальный район) в Новосибирской области России.
Административный центр — село Усть-Тарка.

## География
Район расположен на западе Новосибирской области. Граничит с Кыштовским, Венгеровским и Татарским районами Новосибирской области, а также Омской областью.
По территории района протекает река Омь, с двумя притоками — реками Тарка и Еланка. Район расположен в зоне лесостепи с большими охотничьими угодьями. Территория района по данным на 2008 год — 406,1 тыс. га, в том числе сельхозугодья — 236,4 тыс. га (58,2 % территории). Лесом занято 12 % территории, 22 % занимают болота.
Самые крупные реки района: Омь и Тарка.
Крупнейшие озера: Угуй, Песчаное и Бол. Кутарлы.
Четверть площади района занято болотами.

### Климат
Тип климата — континентальный.
Абсолютные минимум и максимум температуры: -44,9 градусов Цельсия и +43,7 градусов Цельсия.
Снежный покров лежит 156 дней в году.

## История
В 1925 на территории нынешнего Усть-Таркского района был образован Еланский район с центром в селе Еланка, который вошёл в состав Омского округа Сибирского края. В 1929 Еланский район был передан в состав Барабинского округа Сибирского края. В 1930 году Сибирский край был разделён на западную и восточную части, и Еланский район оказался в составе Западно-Сибирского края. В 1932 Еланский район был ликвидирован, а его земли присоединены к Татарскому району. 20 января 1936 из частей Татарского и Венгеровского районов был создан Кушаговский район с центром в селе Кушаги, однако уже 17 апреля 1936 центр района перенесен в село Усть-Тарка с переименованием в Усть-Таркский. В 1937 район был включен в состав новообразованной Новосибирской области.

## Достопримечательности района[5]
- Биологический заказник «Усть-Таркский»;
- Озеро Угуй, богатое сапропелем;
- Церковь Архангела Михаила (с. Усть-Тарка);
- Исторические музеи (с. Еланка, с. Камышево);
- Часовня во имя Зинаиды Тарсийской (п. Октябрьский).

## Население
| 2002    | 2009    | 2010    | 2011    | 2012    | 2013    |
| ------- | ------- | ------- | ------- | ------- | ------- |
| 14 670  | ↘13 149 | ↘12 949 | ↘12 303 | ↘12 164 | ↘11 991 |
| 2014    | 2015    | 2016    | 2017    | 2018    | 2019    |
| ↘11 756 | ↘11 621 | ↘11 604 | ↘11 520 | ↘11 356 | ↘11 196 |
| 2020    | 2021    |         |         |         |         |
| ↘11 051 | ↘10 982 |         |         |         |         |

## Муниципально-территориальное устройство
В муниципальный район входят 13 муниципальных образований со статусом сельских поселений.
| №  | Сельские поселения            | Административный центр | Количество населённых пунктов | Население (чел.) | Площадь (км²) |
| -- | ----------------------------- | ---------------------- | ----------------------------- | ---------------- | ------------- |
| 1  | Дубровинский сельсовет        | посёлок Октябрьский    | 4                             | ↘971             | 406,91        |
| 2  | Еланский сельсовет            | село Еланка            | 4                             | ↘725             | 298,44        |
| 3  | Камышевский сельсовет         | село Камышево          | 2                             | ↘454             | 348,87        |
| 4  | Козинский сельсовет           | село Козино            | 3                             | ↘695             | 336,83        |
| 5  | Кушаговский сельсовет         | село Кушаги            | 3                             | ↘631             | 335,52        |
| 6  | Новоникольский сельсовет      | село Новоникольск      | 2                             | ↘321             | 246,90        |
| 7  | Новосилишинский сельсовет     | село Новосилиш         | 3                             | ↘254             | 378,19        |
| 8  | Побединский сельсовет         | село Победа            | 3                             | ↗403             | 351,56        |
| 9  | Угуйский сельсовет            | село Угуй              | 3                             | ↘507             | 343,79        |
| 10 | Усть-Таркский сельсовет       | село Усть-Тарка        | 2                             | ↗4410            | 169,43        |
| 11 | Щербаковский сельсовет        | село Щербаки           | 2                             | ↘665             | 182,41        |
| 12 | Яркуль-Матюшкинский сельсовет | село Яркуль-Матюшкино  | 3                             | ↗723             | 314,18        |
| 13 | Яркульский сельсовет          | село Яркуль            | 3                             | ↘508             | 348,23        |

### Населённые пункты
В Усть-Таркском районе 37 населённых пунктов.
| №  | Населённый пункт  | Тип     | Население | Муниципальное образование     |
| -- | ----------------- | ------- | --------- | ----------------------------- |
| 1  | Богословка        | деревня | ↘315      | Усть-Таркский сельсовет       |
| 2  | Верхнеомка        | село    | ↘185      | Камышевский сельсовет         |
| 3  | Воробьёво         | деревня | ↘72       | Яркульский сельсовет          |
| 4  | Дмитриевка        | село    | ↘58       | Побединский сельсовет         |
| 5  | Дубровино         | село    | ↗94       | Дубровинский сельсовет        |
| 6  | Еланка            | село    | ↘676      | Еланский сельсовет            |
| 7  | Зелёная Роща      | деревня | ↘150      | Козинский сельсовет           |
| 8  | Камышево          | село    | ↘392      | Камышевский сельсовет         |
| 9  | Козино            | село    | ↘643      | Козинский сельсовет           |
| 10 | Красноникольск    | деревня | ↘105      | Еланский сельсовет            |
| 11 | Кушаги            | село    | ↘437      | Кушаговский сельсовет         |
| 12 | Майский           | посёлок | ↘76       | Яркуль-Матюшкинский сельсовет |
| 13 | Мартыново         | село    | ↘85       | Яркульский сельсовет          |
| 14 | Мирный            | посёлок | ↘71       | Дубровинский сельсовет        |
| 15 | Михайловка        | деревня | ↘113      | Щербаковский сельсовет        |
| 16 | Мураши            | село    | ↘175      | Кушаговский сельсовет         |
| 17 | Николо-Гавриловка | деревня | ↘84       | Еланский сельсовет            |
| 18 | Новоалександровка | деревня | ↘139      | Яркуль-Матюшкинский сельсовет |
| 19 | Новоникольск      | село    | ↘327      | Новоникольский сельсовет      |
| 20 | Новосилиш         | село    | ↘253      | Новосилишинский сельсовет     |
| 21 | Озёрный           | посёлок | ↘89       | Кушаговский сельсовет         |
| 22 | Октябрьский       | посёлок | ↘739      | Дубровинский сельсовет        |
| 23 | Победа            | село    | ↘366      | Побединский сельсовет         |
| 24 | Покровка          | деревня | ↘101      | Еланский сельсовет            |
| 25 | Резино            | село    | ↘102      | Побединский сельсовет         |
| 26 | Родькино          | деревня | ↘6        | Новосилишинский сельсовет     |
| 27 | Силиш             | деревня | ↘94       | Новосилишинский сельсовет     |
| 28 | Тарка             | село    | ↘147      | Козинский сельсовет           |
| 29 | Тихоновка         | деревня | ↘84       | Новоникольский сельсовет      |
| 30 | Угуй              | село    | ↗319      | Угуйский сельсовет            |
| 31 | Усть-Тарка        | село    | ↗4054     | Усть-Таркский сельсовет       |
| 32 | Черниговка        | деревня | ↗187      | Угуйский сельсовет            |
| 33 | Чичканка          | деревня | ↘80       | Угуйский сельсовет            |
| 34 | Щербаки           | село    | ↘631      | Щербаковский сельсовет        |
| 35 | Янабино           | деревня | ↘101      | Дубровинский сельсовет        |
| 36 | Яркуль            | село    | ↗401      | Яркульский сельсовет          |
| 37 | Яркуль-Матюшкино  | село    | ↗591      | Яркуль-Матюшкинский сельсовет |

## Экономика

### Промышленность
В районе отсутствуют крупные промышленные предприятия. Промышленность района представлена следующими предприятиями:
- ЗАО «Мельница»

### Сельское хозяйство
Сельскохозяйственным производством занимаются 11 закрытых акционерных обществ, сельскохозяйственный производственный кооператив, 7 крестьянско-фермерских хозяйств и личные подсобные хозяйства населения. В сельском хозяйстве занято 40 % всех работающих. Основная специализация сельскохозяйственных предприятий — мясо-молочное животноводство.

## Транспорт
Протяженность автомобильных дорог общего пользования — 497 км, в том числе дорог с твердым покрытием — 218 км.
Через район проходит автодорога «Омск—Куйбышев» — часть старого Московско-Сибирского Тракта, дороги, соединявшей на протяжении двух столетий Москву с Сибирью (позднее с Китаем). В советские годы была участком автомобильной дороги М-51. Новая федеральная автомобильная трасса М51 «Байкал» проложена южнее и не проходит по территории района.

## Выдающиеся жители
Почётные граждане Усть-Таркского района:
- Харитонов Николай Михайлович, депутат Государственной Думы РФ;
- Маркин Виктор Фёдорович, двукратный олимпийский чемпион, заслуженный мастер спорта по лёгкой атлетике;
- Матвеев Виктор Семёнович, ген.директор ОАО «Стройсиб», в прошлом заместитель главы администрации Новосибирской области;
- Голотвин Алексей Фёдорович, участник Великой Отечественной войны, в прошлом председатель Усть-Таркского районного исполкома;
- Бушмакин Виктор Дмитриевич, полный кавалер ордена Трудовой Славы; [23]
- Яконюк Виктор Степанович, в прошлом руководитель совхоза «Дубровинский» и Дубровинского муниципального образования.

Герои Советского Союза:
- Алексей Григорьевич Иванов;
- Федор Дмитриевич Костенко.
- Герой войны:
- Русанов Федосий Иванович